# Freunde Abrahams
Die Freunde Abrahams sind eine Gesellschaft für religionsgeschichtliche Forschung und interreligiösen Dialog. Sie wurde 2001 am Institut für Biblische Exegese der Ludwig-Maximilians-Universität München gegründet, ist Mitglied im Haus der Kulturen und Religionen München, im Münchner Bündnis für Toleranz, Demokratie und Rechtsstaat und im Rat der Religionen München.

## Selbstverständnis
Als wissenschaftliche Gesellschaft will der Verein „die Erkenntnisse akademischer Forschungsarbeit (…) einer breiten Öffentlichkeit vermitteln“. Sie wurde von dem 2012 verstorbenen katholischen Theologen und Ägyptologen Manfred Görg und dem Ägyptologen und Orientalisten Stefan Jakob Wimmer gegründet. Die Erkenntnisse religionsgeschichtlicher Forschung verknüpfen die Freunde Abrahams mit dem aktuellen interreligiösen Dialog. So soll die Beschäftigung mit dem Alten Orient, Palästina und Ägypten, bevor die sog. abrahamitischen Religionen entstanden sind, gemeinsame Wurzeln aufzeigen, von denen sich Brücken für den interreligiösen Dialog im 21. Jahrhundert aufzeigen ließen.

## Aufgaben
Der Verein publiziert wissenschaftliche und populäre Schriften, unterstützt Forschungsprojekte, organisiert Vorträge, Reisen und Begegnungen und unterstützt politisches Engagement wie z. B. Anti-Pegida-Kundgebungen oder Friedensinitiativen in Nahost.
Manfred Görg veröffentlichte ein „interreligiöses Glaubensbekenntnis“, das die Freunde Abrahams als „Auftrag und Handreichung für Juden, Christen, Muslime und alle, die sich an Gott festhalten, aufeinander zuzugehen“ verstehen.

## Struktur
Die Freunde Abrahams sind ein eingetragener, gemeinnütziger Verein. 1. Vorsitzender war 2001–2012 Manfred Görg, seit 2013 ist es Stefan Jakob Wimmer. 2016 wurde Yvonne Baur-Saleh zur 2. Vorsitzenden gewählt. Dem siebenköpfigen Vorstand steht ein Kuratorium beratend zur Seite; 2012 bestand es aus folgenden Mitgliedern: Karl-Josef Kuschel, Rabbinerin Eveline Goodman-Thau, Imam Benjamin Idriz, Rupert Neudeck (†, bis 2016), Christel Neudeck und Delia Dornier-Schlörb.

## Kooperationspartner
Die Freunde Abrahams gehören zu den Organisatoren der Nymphenburger Gespräche und sind Mitglied im Haus der Kulturen und Religionen München im Münchner Bündnis für Toleranz, Demokratie und Rechtsstaat. Kooperationspartner waren oder sind u. a. das Münchner Forum für Islam, das Interkulturelle Dialogzentrum München (IDIZEM), das erzbischöfliche Ordinariat München und Freising, die Evangelische Stadtakademie (München), die Liberale jüdische Gemeinde München Beth Shalom, die Gesellschaft für Christlich-Jüdische Zusammenarbeit München, auf internationaler Ebene Institutionen in Bosnien, der Türkei, Palästina und Israel.

## Auszeichnungen
Die Freunde Abrahams wurden 2017 mit dem Bürgerpreis des Bayerischen Landtags ausgezeichnet. 2007 erhielten sie den Förderpreis „Münchner Lichtblicke 2006“ der Landeshauptstadt München, des Ausländerbeirats München und der Lichterkette e.V. 2006 erhielten sie den „IDIZEM-Dialogpreis“ des Interkulturellen Dialogzentrums München.
Seit 2015 vergeben die Freunde Abrahams im Dreijahresrhythmus den „Manfred-Görg-Preis für religionsgeschichtliche Forschung und interreligiösen Dialog“ in der Kategorie Senior-Preis und Junior-Preis. Preisträger waren:
- 2015: Stephan Leimgruber (Senior-Preis) und Barbara Peveling (Junior-Preis),
- 2018: Rabbiner Steven Langnas (Senior-Preis), Abiturient Benedikt Breil (Junior-Preis) und islamische Theologin Gönül Yerli (Sonderpreis),
- 2021: Pfarrerin Jutta Höcht-Stöhr (Senior-Preis) und Neutestamentler Daniel Maier (Junior-Preis).[19]

## Veröffentlichungen (Auswahl)
- Blätter Abrahams. Beiträge zum interreligiösen Dialog, Zeitschrift, erscheint i. d. R. jährlich seit 2002, ISSN 1613-8384,
- Abrahams Post, Programm- und Infoheft, halbjährlich
- Abu Safíja: Maria, woher hast du das? Frauengestalten im Koran. Edition Avicenna, München 2008, ISBN 978-3-9809384-4-0.
- Bayerische Staatsbibliothek: Von Sulzbach bis Tel Aviv. Kleiner Ausstellungsführer 2, München 2015, ISBN 978-3-88008-009-6.
- Manfred Görg: Mythos, Glaube und Geschichte. Die Bilder des christlichen Credo und ihre Wurzeln im alten Ägypten. Edition Avicenna München 2014, ISBN 978-3-941913-74-5.
- Ernst Wagner, Stefan Wimmer und Leyla Sedghi: Isar-Arabesken. Spuren des Orients in München. Allitera Verlag München 2013, ISBN 978-3-86906-105-4.
- Stefan Jakob Wimmer: München und der Orient. Mit Fotografien von Ergün Cevik und einem Vorwort von Christian Ude, Kunstverlag Josef Fink Lindenberg i. Allgäu 2012, ISBN 978-3-89870-774-9.
- Stefan Jakob Wimmer und Georg Gafus (Hrsg.): „Vom Leben umfangen“ Ägypten, das Alte Testament und das Gespräch der Religionen (Gedenkschrift für Manfred Görg) (= Ägypten und Altes Testament Bd. 80). Ugarit-Verlag Münster 2013, ISBN 978-3-86835-119-4.